# Klagenfurt
Klagenfurt (hrv. Celovac, slov. Celovec) jest statutarni grad u Austriji i glavni grad savezne države Koruške. Službeno je ime grada Klagenfurt am Wörthersee (slo. Celovec ob Vrbskem jezeru, hrv. Celovac na Vrbskom jezeru). S 101 303 stanovnika (2020.) Klagenfurt je i najveći koruški grad.
Najveći dio stanovnika ili 89,4 % služi se njemačkim kao materinjim jezikom. Druga etnička skupina po brojnosti jesu Hrvati (3,3 %), a slijede ih Slovenci s 1,9 %. Oko 10 % koruških Slovenaca stalno je nastanjeno u Klagenfurtu.

## Povijest
Prema legendi je Klagenfurt osnovan na mjestu gdje je ubijen zmaj koji je živio u obližnjoj močvari. Prema povijesnim izvorima grad je osnovao koruški vojvoda Herman[nedostaje izvor] sredinom 12. stoljeća. Godine 1246. je njegov sin vojvoda Bernhard grad premjestio na današnju lokaciju jer je na starom mjestu često bio poplavljen. Zbog toga se Bernhard smatra osnivačem grada.[nedostaje izvor] Godine 1492. kod Celovca se odvila bitka snaga austrijskog kralja Maksimilijana Habsburgovca i Osmanskog Carstva.
Godine 1514. grad je pogodio požar. Kasnije je grad obnovljen i postao značajno gospodarsko središte. Sagrađen je u pravokutnoj shemi prema renesansnim uzorima iz Italije. Sagrađen je kanal do obližnjeg jezera Wörthersee. 1809. su Napoleonove snage srušile gradske zidine. 1863. je sagrađena željeznička pruga koja je grad povezala s Bečom i Trstom i to je dalo značajan poticaj gospodarskom razvoju grada koji postaje najveći i najznačajniji u Koruškoj.
U 19. st. su većinu stanovnika grada činili Slovenci i grad je bio centar slovenske kulture. U njemu su boravili i djelovali najvažniji tadašnji slovenski intelektualci, pisci i umjetnici (Anton Martin Slomšek, Jurij Japelj, Anton Janežič, Andrej Einspieler, Matija Majar i France Prešeren). Oni su iz Klagenfurta (Celovca) širili ideje slovenskog nacionalnog preporoda i razvijali slovensku nacionalnu svijest.
Nakon Prvoga svjetskog rata i raspada Austro-Ugarske je došlo do spora između Austrije i novostvorene Kraljevine SHS oko pripadnosti Koruške. 1920. prema odredbama mirovnog sporazuma proveden referendum na kojem se 60 % stanovnika izjasnilo za Austriju iako su većinu u Koruškoj činili Slovenci. Nakon toga se s vremenom udio Slovenaca u gradu sve više smanjuje.
U Drugome svjetskom ratu grad je bio bombardiran. Dana 8. svibnja 1945. britanske snage ušle su u grad neposredno prije jugoslavenskih partizana koji su zauzeli veći dio Koruške i tražili njezino pripojenje Jugoslaviji. Nakon britanskog pritiska partizani su se povukli iz Austrije. Do 1955. Klagenfurt je bio dijelom britanske okupacijske zone u Austriji. U Klagenfurtu 1951. skupina hrvatskih izbjeglica osniva Počasni bleiburški vod za očuvanje sjećanja na žrtve Bleiburškog pokolja.[nedostaje izvor]
Nakon odlaska Britanaca grad se obnavlja i razvija. Bio je prvi grad u Austriji koji je uveo pješačku zonu. 2007. je promijenjeno službeno ime grada koji je nazvan Klagenfurt am Wörthersee.

## Zemljopis
Klagenfurt se nalazi na jugu Austrije u dolini između Alpa i planina Karavanki kojima prolazi granica Austrije i Slovenije. Grad je u kotlini sa svih strana okružen brdima. Zapadno od grada se nalazi jezero Wörthersee (slov. Vrbsko jezero) koje je značajan rekreacijski centar i često se naziva "austrijsko more". Kroz grad teče rijeka Glan, a nedaleko od grada na jugu teče rijeka Drava. Na Dravi se nalazi nekoliko umjetnih jezera (najbliže gradu je Ferlacher Stausee).
Klima je umjereno-kontinentalna s relativno visokim godišnjim amplitudama temperature. S obzirom na to da je grad u kotlini, česte su temperaturne inverzije. S Karavanki često puše topli vjetar Föhn (fen) koji u proljeće uzrokuje brzo taljenje snijega.

## Znamenitosti
Glavni trg u starom dijelu grada je nazvan Stari trg (Alter Platz). Oko njega postoje građevine u renesansnom stilu. Značajna je fontana Lindworm s prikazom zmaja koji je simbol grada. U gradu postoji barokna katedrala.
Turizam se pretežno razvija na obližnjem jezeru Wörthersee koje je najtoplije od alpskih ledenjačkih jezera i na njemu se razvija rekreacijski turizam. Na njemu se nalazi najveća europska jezerska plaža. Posebna znamenitost je park Minimundus s umanjenim kopijama najpoznatijih svjetskih građevina. Pokraj jezera se nalazi i dvorac Maria-Loretto. U okolici postoji još dvoraca.

## Poznati stanovnici
- Markus Ragger, šahovski velemajstor, višestruki austrijski prvak, prvi Austrijanac s Elo rankingom 2700
- Anton Dolenc, hrvatski elektrotehnički stručnjak, inženjer elektrostrojarstva i izumitelj slovenskoga podrijetla

## Vanjske poveznice
- Službene stranice Klagenfurta